# Championnat d'Amérique du Sud de rugby à XV 1951
Navigation
Championnat 1958
Le Championnat d'Amérique du Sud de rugby à XV 1951 est une compétition de rugby à XV organisée par la Confederación sudamericana de rugby. La 1re édition se déroule du 9 septembre au 16 septembre 1951 et est remportée par l'équipe d'Argentine.

## Équipes participantes
- Argentine
- Chili
- Uruguay
- Brésil

## La compétition
Il s'agit de la première édition du tournoi continental. Les Argentins pensaient que la meilleure façon de promouvoir le rugby dans la région était d'avoir un championnat. C'est ainsi que, pour la première fois, un tournoi continental est organisé. Quatre équipes y participent : L'Argentine (alors appelée Unión de Rugby del Río de la Plata), le Chili, l'Uruguay et le Brésil (l'équipe est composée de joueurs issus de deux clubs de Rio de Janeiro et de San Pablo).
Les quatre équipes se sont affrontés dans la capitale argentine, Buenos Aires, durant le mois de septembre 1951.
L'Argentine est sacrée championne, l'Uruguay crée la surprise en prenant la deuxième place, tandis que le Chili et le Brésil terminent respectivement troisième et quatrième,.

## Déroulé

### Premier tour
Le premier match de la compétition oppose le Chili au Brésil. Les Chiliens l'emportent largement 68 à 0, les Brésiliens n'ayant résisté que durant les 20 premières minutes. Durant cette rencontre, les vainqueurs marquent seize essais dont dix transformés. L'essai ne valant que trois point à cette époque, le score avec un essai valant cinq points aurait été de 100 à 0. Ce match fut révélateur de la différence et de l'écart de niveau entre les nations sud-américaines.
Le match suivant oppose l'Argentine à l'Uruguay. Tout comme les Chiliens, les Argentins l'emportent facilement et largement sur le score de 62 à 0 marquant quinze essais dont seulement sept transformés,.

### Deuxième tour
Seulement cinq jours après leur large victoire face à l'Uruguay, l'Argentine récidive et s'impose 72 à 0 face au Brésil. L'équipe locale a marqué dix-huit essais, en transformant neuf. Avec l'essai valant cinq points, le score aurait été de 108 à 0. L'ailier du Club Universitario de Buenos Aires, Uriel O'Farrel, a marqué un total de dix essais. Le résultat aurait pu être encore plus important si l'équipe argentine n'avait pas joué presque tout le match avec un joueur en moins en raison de la blessure, après seulement trois minutes, de Jaime O'Farrel. En effet, à l'époque, les joueurs blessés ne pouvaient pas être remplacés. Aussi, le match s'est déroulé en deux mi-temps de 35 minutes, au lieu des 40 minutes habituelles.
Ensuite, l'Uruguay crée la surprise en battant le Chili sur le score de 8 à 3, dans ce qui a été considéré comme le plus beau match du tournoi. Bien qu'il y ait eu des affrontements en 1948, ce match marque le début d'une longue rivalité entre les deux nations.

### Troisième tour
Après sa courte victoire face au Chili, l'Uruguay remporte son deuxième match dans la compétition en battant le Brésil 17-10. De même, l'Argentine s'impose avec une faible différence face au Chili, une victoire 13-3. Ce match a suscité beaucoup d'intérêt car le Chiliens semblaient être les seuls à pouvoir battre les Argentins durant ce tournoi. Mené par un très bon Ian Campbell, qui inscrit les seuls points de son pays dans ce match, les Chiliens rivalisent mais ne parviennent pas à battre l'Argentine qui remporte ainsi cette première édition du Championnat d'Amérique du Sud.

## Classement
| Rang | Nation        | J | V | N | D | Pm  | Pe  | Diff | Pts |
| ---- | ------------- | - | - | - | - | --- | --- | ---- | --- |
| 1    | Argentine (T) | 3 | 3 | 0 | 0 | 147 | 3   | +144 | 6   |
| 2    | Uruguay       | 3 | 2 | 0 | 1 | 25  | 75  | -50  | 4   |
| 3    | Chili         | 3 | 1 | 0 | 2 | 74  | 21  | +53  | 2   |
| 4    | Brésil        | 3 | 0 | 0 | 3 | 10  | 157 | -147 | 0   |

|  | Vainqueur (no 1). |

## Résultats
| 9 septembre 1951 | Chili | 68 – 0 | Brésil | Buenos Aires |
| 9 septembre 1951 |       |        |        | Buenos Aires |
| 9 septembre 1951 |       |        |        | Buenos Aires |

| 9 septembre 1951 | Argentine | 62 – 0 | Uruguay | Buenos Aires |
| 9 septembre 1951 |           |        |         | Buenos Aires |
| 9 septembre 1951 |           |        |         | Buenos Aires |

| 13 septembre 1951 | Argentine | 72 – 0 | Brésil | Buenos Aires |
| 13 septembre 1951 |           |        |        | Buenos Aires |
| 13 septembre 1951 |           |        |        | Buenos Aires |

| 13 septembre 1951 | Chili | 3 – 8 | Uruguay | Buenos Aires |
| 13 septembre 1951 |       |       |         | Buenos Aires |
| 13 septembre 1951 |       |       |         | Buenos Aires |

| 16 septembre 1951 | Uruguay | 17 – 10 | Brésil | Buenos Aires |
| 16 septembre 1951 |         |         |        | Buenos Aires |
| 16 septembre 1951 |         |         |        | Buenos Aires |

| 16 septembre 1951 | Argentine | 13 – 3 | Chili | Buenos Aires |
| 16 septembre 1951 |           |        |       | Buenos Aires |
| 16 septembre 1951 |           |        |       | Buenos Aires |